# Automeris chiricahuana
Automeris chiricahuana é uma espécie de mariposa do gênero Automeris, da família Saturniidae.